# عمر كوكب الأرض

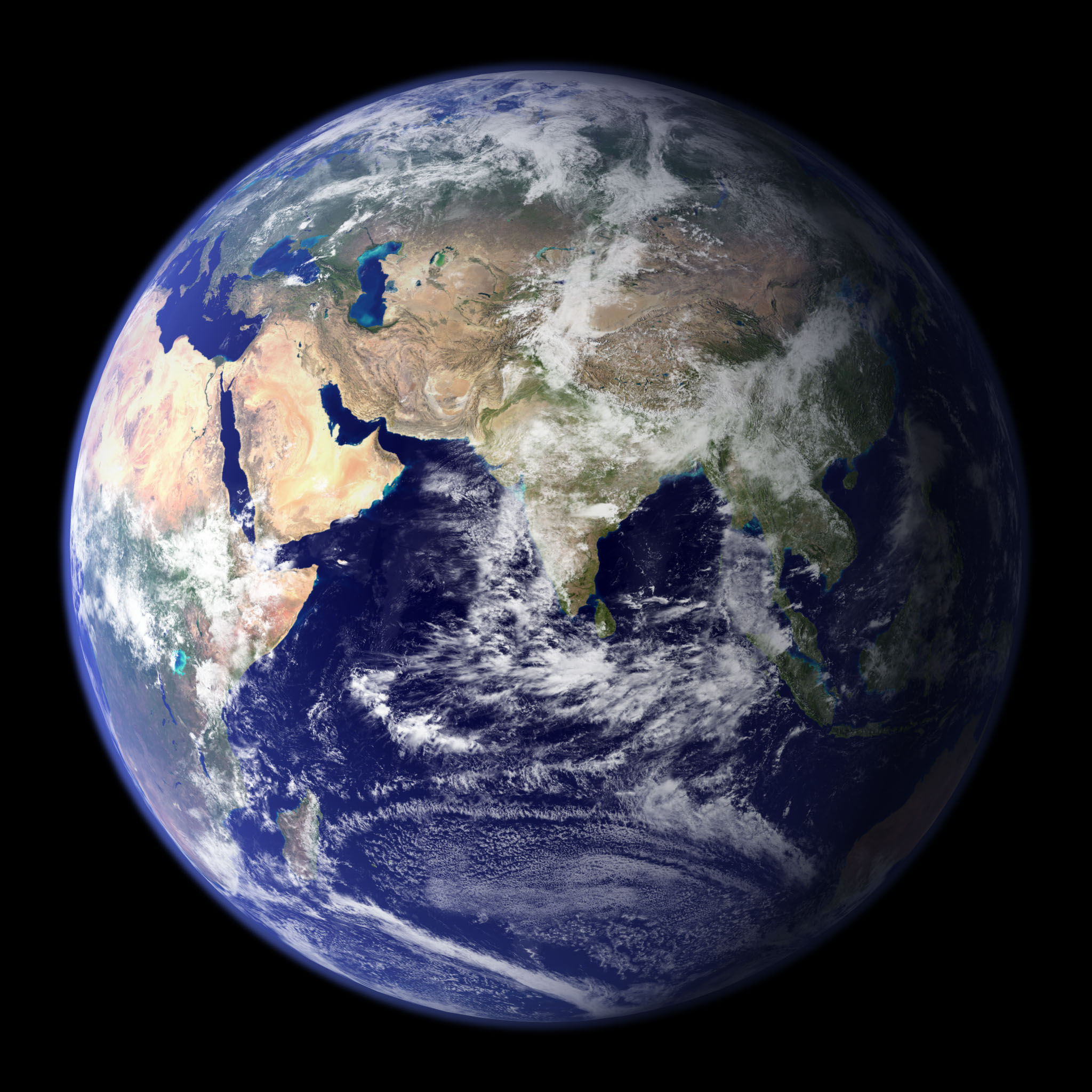
كوكب الأرض كما يرى من أبوللو 7

يبلغ عمر كوكب الأرض حوالي 4.54 ± 0.05 مليار سنة (4.54 × 109 سنة ± 1%). قد يمثل هذا العمر عمر تنامي الأرض، أو تكوين اللب، أو المادة التي تشكلت منها الأرض. وقد تم تحديد هذا العصر حسب العمر الإشعاعي للمواد والذي يتم حسابه عبر المواد التي يتكون منها النيزك وتناسقها مع الأجسام التي تكون أعمارها من أقدم العينات المعروفة من الأرض والقمر.
بالمقارنة مع كوكب الأرض فإن الشمس أكبر عمراً بثلاثين مليون سنة إذ أنها تبلغ من العمر 4.57 مليار سنة.
بعد الثورة العلمية وتطوير علم قياس الإشعاع، وقياسات الرصاص في اليورانيوم والمعادن الغنية أظهرت أن بعض هذه المواد كان عمرها يزيد على مليار سنة. وأقدم هذه المعادن بعد تحليلها حتى الآن هي بلورات صغيرة من الزركون من تلال جاك غرب أستراليا يبلغ عمرها ما لا يقل عن 4.404 مليار سنة. وبمقارنة كتلة وسطوع الشمس مع مجموع الكتل من النجوم الأخرى، يبدو أن النظام الشمسي لا يمكن أن يكون أقدم بكثير من تلك الصخور. إن التضمينات الغنية في الكالسيوم والألمنيوم والتي هي أقدم المكونات الصلبة المعروفة داخل النيازك التي تشكلت داخل النظام الشمسي تبلغ من العمر 4.567 مليار سنة،  التوقعات الناتجة من نماذج التراكم المختلفة تتراوح أعمارها ما بين بضعة ملايين إلى نحو 100 مليون سنة حيث أنه من الصعب تحديد عمر الأرض بدقة. كما أنه من الصعب تحديد أقدم الصخور على الأرض بالضبط.

## تطور المفاهيم الجيولوجية الحديثة
عن طريق دراسة طبقات الصخور الأرضية، أدرك علماء الطبيعة أن الأرض ربما مرت بالعديد من التغييرات أثناء تاريخها. غالبًا ما تحتوي هذه الطبقات على بقايا متحجرة لكائنات غير معروفة، ما قاد البعض لتفسير تطور الكائنات الحية من طبقة إلى أخرى.
في القرن السابع عشر، كان نيكولاس ستينو من أوائل علماء الطبيعة الذين أدركوا أهمية العلاقة بين البقايا الأحفورية والطبقات الصخرية. دفعته ملاحظاته إلى صياغة مفاهيم مهمة لوصف طبقات الأرض (أي «قانون التراكب» و«مبدأ الأفقية الأصلية»). في تسعينات القرن الثامن عشر، افترض ويليام سميث أنه إذا احتوت طبقتان صخريتان في مواقعين مختلفين على أحافير متشابهة، فمن المعقول جدًا أن يكون عمرهما متماثلًا. بناءً على هذه الملاحظات، استنتج ابن أخ سميث وطالبه، جون فيليبس، لاحقًا أن عمر الأرض هو 96 مليون سنة تقريبًا.
في منتصف القرن الثامن عشر، اقترح عالم الطبيعة ميخائيل لومونوسوف أن الأرض قد نشأت بشكل منفصل عن بقية الكون، وقبل مئات الآلاف السنين من ولادته. كانت أفكار لومونوسوف تخمينية في الغالب. في عام 1779، حاول كومت دو بوفون حساب عمر الأرض عن طريق تجربة: صنع كرة صغيرة تشبه الأرض في تكوينها ثم قاس معدل تبريدها. قاده ذلك إلى تقدير أن عمر الأرض هو 75000 سنة تقريبًا.
استخدم علماء الطبيعة الآخرون هذه الفرضيات لاستكشاف تاريخ الأرض، على الرغم من أن نتائجهم الزمنية لم تكن دقيقة لأنهم لم يكونوا على علم بالمدة اللزمة لتكون الطبقات الأرضية. في عام 1830، قام الجيولوجي تشارلز ليل، بناءً على الأفكار الموجودة في أعمال جيمس هوتون، بالترويج لفكرة أن المعالم الأرضية تتغير بشكل دائم، إذ تتعرض للتآكل والتباين باستمرار، وأن معدل هذا التغيير ثابت تقريبًا. مثّل هذا تحديًا لوجهة النظر التقليدية، التي تقول إن تاريخ الأرض تهيمن عليه كوارث متقطعة. تأثر العديد من علماء الطبيعة بأفكار ليل ليصبحوا من أتباع «الوتيرة الواحدة» الذين اعتقدوا أن التغييرات الأرضية ثابتة وموحدة.

## الحسابات المبكرة
في عام 1862، نشر الفيزيائي ويليام طومسون، البارون كلفن الأول، حسابات استنتج فيها أن عمر الأرض يتراوح بين 20 مليون و400 مليون سنة. افترض أن الأرض تشكلت من جسم منصهر تمامًا، وحسب الزمن اللازم لانخفاض تدرج درجة الحرارة بالقرب من السطح إلى قيمته الحالية. لم تشمل حساباته الحرارة الناتجة عن الاضمحلال الإشعاعي (وهي عملية لم تكن معروفة آنذاك) أو الحمل الحراري داخل الأرض، الذي يسمح لدرجة الحرارة في طبقة الوشاح العلوي بالبقاء مرتفعةً لفترة أطول، ما يسمح بالحفاظ تدرج حراري مرتفع في القشرة لفترة أطول. وما زاد الأمر سوءًا هي تقديرات كلفن لعمر الشمس، التي استندت على الناتج الحراري للشمس والنظرية القائلة بأن مصدر طاقة الشمس هو طاقة الجاذبية الكامنة؛ قدر كلفن أن عمر الشمس هو 20 مليون سنة تقريبًا.
لم يقتنع علماء الجيولوجيا على غرار تشارلز ليل بمثل هذا التقدير القصير لعمر الأرض. بالنسبة لعلماء الأحياء، حتى 100 مليون سنة بدت فترة قصيرة لعمر الأرض. في نظرية التطور لتشارلز داروين، تتطلب عملية التباين العشوائي الوراثي مع عملية الاصطفاء الطبيعي التراكمي فترات زمنية طويلة، وقد صرح داروين أن تقديرات اللورد كلفن غير كافية على ما يبدو. وفقًا لعلم الأحياء الحديث، بدأ التاريخ التطوري الكلي منذ بداية الحياة حتى اليوم قبل 3.5 إلى 3.8 مليار سنة، وهي الفترة الزمنية التي انقضت منذ ظهور آخر سلف لجميع الكائنات الحية وفقًا للتأريخ الجيولوجي.
في محاضرة أُجريت عام 1869، هاجم المدافع الكبير عن داروين، توماس إتش. هكسلي، حسابات طومسون، مشيرًا إلى أنها دقيقة في حد ذاتها ولكنها تستند على افتراضات خاطئة. قدم الفيزيائي هيرمان فون هيلمهولتز (عام 1856) وعالم الفلك سايمون نيوكومب (عام 1892) حساباتهما الخاصة، وقدرا أن عمر الأرض هو 22 و18 مليون سنة، على التوالي: قدرا بشكل مستقل الزمن اللازم لتشكل الشمس وصولًا إلى قطرها وسطوعها الحاليين من سديم الغاز والغبار الذي وُلدت منه. كانت نتائجهما متوافقةً مع حسابات طومسون. مع ذلك، فقد افترضا أن مصدر سطوع الشمس هو طاقة الجاذبية الكامنة. لم تكن عملية الاندماج النووي للشمس معروفةً بعد.
دعم علماء آخرون حسابات طومسون. اقترح ابن تشارلز داروين، عالم الفلك جورج إتش. داروين، أن الأرض والقمر قد انفصلا في الماضي بعدما كانا جرمًا منصهرًا واحدًا. حسب داروين مقدار الوقت الذي اللازم لإبطاء فترة دوران الأرض حتى 24 ساعة نتيجة الاحتكاك المدّي. أضافت قيمته البالغة 56 مليون سنة دليلًا إضافيًا على أن طومسون كان على المسار الصحيح.
كان آخر تقدير قدمه طومسون، في عام 1897، هو أن عمر الأرض «أكثر من 20 مليون عامًا وأقل من 40 مليون عام، وربما أقرب بكثير إلى 20 مليون عامًا». في عامي 1899 و1900، قام جون جولي بحساب المعدل اللازم لتراكم الملح في المحيطات نتيجة عمليات التعرية، واستنتج أن عمر المحيطات يتراوح بين 80 و100 مليون عام.

## وصلات خارجية
- عمر الارض جيولوجياً
- نظريات ناسا عن عمر النيازك الموجودة على سطح الأرض